# はち丸
はち丸（はちまる）は名古屋開府400年事業のマスコットの一人。
なお、本項で同事業の他のマスコット、エビザベス、だなも、かなえっちについても記す。

## 概要
2010年（平成22年）、清洲越しによって名古屋が開かれてから400年を迎えるのを記念して、名古屋市が開府400年記念事業の一環として、2008年（平成20年）7月1日から8月8日（まるはちの日）まで、市内に在住・在学する18歳未満を対象としてキャラクターデザインの募集を行った。6,603通の応募があり、小学校1年生の応募による『400年の旅人』が最優秀賞に、また小学6年生による名古屋城をモチーフにした『なごやジョウ』、中学3年生がデザインした『やっとカメ』、小学4年生がデザインした『ねがいボシ』も選ばれた。その後、10月11日にキャラクターの正式な名前が決定して発表された。
2010年の開府400年記念事業終了に伴って「名古屋市のマスコットキャラクター」となり、名古屋まつりなどの公共イベントに度々登場している。また、はち丸は2013年（平成25年）3月31日まで名古屋城において毎日おもてなしを行なった。
登場時、「ぜんまいざむらい」と似ているという指摘が多々あった。またネーミングとしては、当時の岐阜放送のキャラクターだったはちゃ丸と似ているという指摘もあった。

## プロフィール

### はち丸
- 性別 - 男
- 出身地 - 名古屋
- 生年 - 1610年（慶長15年）

『400年の旅人』と呼ばれる。名古屋市の市章である丸八印の入った風呂敷包みをいつも担いだ殿様で、名古屋のあちこちを旅している。2010年の名古屋400歳をお祝いしようと考えており、名古屋城などに出没する。『なごやジョウ』のエビザベスは友だち。

### だなも
自然と平和、スローライフを求めて世界を旅しているカメで『やっとカメ』とも。元ネタは名古屋弁で「久しぶり」を意味する「やっとかめ」。名古屋開府400年を祝うためにやってきた物知り博士で『400年の旅人』や名古屋のことにも詳しいが、本人が何処から来たのかを含めて詳しいことは明らかにされていない。

### エビザベス
はち丸の友だちで『なごやジョウ』とも呼ばれる。頭にオスの金鯱とエビフライを飾っていて、名古屋400年について勉強することが趣味の女の子。

### かなえっち
『ねがいボシ』と呼ばれ、はち丸の風呂敷の中に入って一緒に旅をしている。

## 参加イベント
はち丸は、様々なイベントに参加している。
- 名古屋開府400年祭 オープニングセレモニー（2010年1月1日）
- 世界コスプレサミット（2010年7月31日）
- 世界SAMURAIサミット（2010年8月1日）
- 名古屋城宵まつり（2010年8月6日から8月15日まで）
- にっぽんど真ん中祭り（2010年8月27日から8月29日まで）
- 『名古屋開府400年記念名古屋城 ゆるキャラ®祭り』[6]（2010年10月2日と10月3日）